# CHIPS
通称 CHIPS（ちっぷす）、正式名称 英: Clearing House Interbank Payments System（クリアリングハウス銀行間支払システム）は、アメリカ合衆国に存在する民営の大口資金移動向けクリアリングハウス。一日の取扱い金額は 1兆ドルを上回り、一日当り約 250,000件の銀行間決済を扱っている。連邦準備銀行が運営する Fedwire Funds Service と合わせて、CHIPS は米国における主要な大口内国・外国ドル支払ネットワークとなっている。特に米国における国際ドル支払市場に占めるシェアは 96%前後である。CHIPS での資金移動はアメリカ合衆国統一商事法典の第 4A 章にて所管されている。
CHIPS は複数の金融機関によって所有されている。米国政府の省庁間調整機関である米国連邦金融機関検査協議会 (FFIEC) によれば、「アメリカ合衆国国内に存在して法令の監督下にある銀行であれば、誰でも所有者となりネットワークに参加できる」。CHIPS に参加できるのは商業銀行、エッジ法に基づく国際取引専門銀行、及び投資会社である。1998年までは、CHIPS に参加するためには、金融機関はニューヨーク市内に店舗か代理店を持っている必要があった。非参加者が CHIPS を通じた国際支払を希望する場合はいずれかの CHIPS 参加者をコルレスバンクまたは代理店として雇う必要があった。
典型的には、銀行は比較的大口や余りタイムクリティカルでない取引を行う場合に Fedwire よりも CHIPS を選ぶ傾向がある。これは CHIPS の方が（手数料と必要資金の両面で）安価なためである。

## CHIPSとFedwireの違い
CHIPS は三つの重要な点で Fedwire と異なっている。第一に、CHIPS が民間所有であるのに対し Fedwire は監督官庁の一部である。第二に、CHIPS の加盟行は（合併した銀行が重複加入しているものを含め）47行なのに対し、Fedwire を通じて資金移動が可能な金融機関は 2009年3月19日現在 9,289行存在する。第三に、CHIPS はネッティング機関である（従ってリアルタイムではない）。
ネッティング機関は仕掛かり中の支払い全てを取りまとめて、より少ないトランザクションに整理する。例えば、もし A 銀行が B 銀行に 120万ドルを支払おうとしており、同時に B 銀行が A 銀行に 80万ドルを支払うとする場合、CHIPS システムはこれらを清算（相殺）して A 銀行から B 銀行への単一の支払い 40万ドルに整理する。この例で言えば、都合 200万ドル中で実際に移動するのは 20%となる（ネット決済）。Fedwire の場合は二つの別々の支払いを相殺せず、敢えてそのまま実行することが求められる（A から B に 120万ドルを支払い、B から A に80万ドルを支払う（グロス決済））。従って CHIPS ではネット金額の 40万ドルがあれば決済できるが、Fedwire ではグロス金額の 200万ドルが必要になる。このようにネット決済の方が必要資金は少なくて済むが、反面、システミックリスクを回避する上ではグロス決済の方が優れている。
ドル取引を行う中でも最も大規模な銀行のみが CHIPS に加盟している。うち 70%は諸外国の銀行である。より小規模な銀行は CHIPS に参加した場合の費用対効果が見合わないため加盟していないが、それらの多くは CHIPS 加盟行に口座を開設して支払いを送受している。

## 加盟行一覧
2009年現在の加盟行（及び所有国）は次の通り。
アメリカ合衆国
- アメリカン・エキスプレス銀行
- バンク・オブ・アメリカ
- ニューヨーク・メロン銀行
- ブラウン・ブラザーズ・ハリマン
- シティバンク、エヌ・エイ
- en:Bankers Trust
- JPモルガン・チェース銀行
- en:M&T Bank
- en:Northern Trust
- en:State Street Bank and Trust Company
- ワコビア銀行 - シャーロット
- ワコビア銀行 - ニューヨーク
- ウェルズ・ファーゴ銀行

カナダ
- ノバスコシア銀行

日本
- 三菱東京UFJ銀行
- 三菱UFJ信託銀行
- みずほコーポレート銀行
- 三井住友銀行

中華人民共和国
- 中国銀行
- 交通銀行

中華民国
- 兆豊国際商業銀行

タイ
- バンコク銀行

インド
- インドステイト銀行

パキスタン
- en:Habib Bank

クウェート
- en:National Bank of Kuwait

アラブ首長国連邦
- en:Mashreq Bank

イスラエル
- en:Bank Hapoalim
- en:Bank Leumi（米国法人が加盟）
- en:Israel Discount Bank（米国法人が加盟）

イギリス
- バークレイズ銀行
- HSBC Bank USA
- スタンダードチャータード銀行

フランス
- BNPパリバ
- クレディ・アグリコル・CIB
- en:Credit Industriel et Commercial
- ソシエテ・ジェネラル

ドイツ
- コメルツ銀行
- ドイツ銀行
- ドレスナー銀行

イタリア
- インテーザ・サンパオロ

スペイン
- ビルバオ・ビスカヤ・アルヘンタリア銀行

オランダ
- ABNアムロ銀行

ベルギー
- KBC銀行

スイス
- UBS

ブラジル
- ブラジル銀行

アルゼンチン
- en:Banco de la Nacion Argentina